# Koos Köhler
Jacobus Johannes (Koos) Köhler (Amsterdam, 25 november 1905 - Sloten, 6 februari 1965) was een Nederlands waterpolospeler.
Koos Köhler nam eenmaal deel aan de Olympische Spelen, in 1928. Tijdens het toernooi speelde Köhler alle twee de wedstrijden en maakte zeven doelpunten. Zijn neef Sjaak Köhler speelde ook in het Nederlands team.
Koos Köhler · 
Sjaak Köhler · 
Cornelis Leenheer · 
Abraham van Olst · 
Jan Scholte · 
Han van Senus · 
Jean van Silfhout